# Gelnica
Gelnica (em alemão: Göllnitz; em húngaro: Gölnicbánya) é uma cidade da Eslováquia, situada no distrito de Gelnica, na região de Košice. Tem 57,65 km² de área e sua população em 2018 foi estimada em 6.076 habitantes.

## Demografia
| Ano:        | 1994 | 2004   | 2014   | 2024   |
| ----------- | ---- | ------ | ------ | ------ |
| Broj ljudi: | 6366 | 6213   | 6163   | 5775   |
| Razlika:    |      | -2,40% | -0,80% | -6,29% |

| Ano:               | 2023 | 2024   |
| ------------------ | ---- | ------ |
| Número de pessoas: | 5807 | 5775   |
| Diferença:         |      | -0,55% |